# Hans Swarowsky
Hans Swarowsky est un chef d'orchestre autrichien né le 16 septembre 1899 à Budapest et mort le 10 septembre 1975 à Salzbourg. 

## Biographie
Swarowsky étudia la direction d'orchestre avec Felix Weingartner et Richard Strauss et la théorie avec Schönberg et Webern.
Lui-même enseigna la direction d'orchestre à l'Université de musique de Vienne. Par ailleurs il fut le chef principal de l'Orchestre symphonique de Vienne (1945–1947) puis de l'Orchestre national royal d'Écosse (1957–1959).
De nombreux chefs d'orchestre des dernières décennies ont suivi son enseignement. On peut citer Claudio Abbado, Raffi Armenian, Jesús López Cobos, Jacques Delacote, Ádám et Iván Fischer, James Allen Gähres, Miguel Gómez-Martínez, Theodor Guschlbauer, Zubin Mehta, Heinrich Schiff, Peter Schneider, Giuseppe Sinopoli, Mario Venzago et Bruno Weil. 
Son répertoire était surtout constitué des classiques viennois – Haydn, Mozart et Schubert – et des œuvres de Brahms, compositeur dont il était l'un des interprètes majeurs. Il a par ailleurs enregistré L'Anneau du Nibelung de Wagner avec un ensemble tchèque en 1968.
Alfred Scholz, qui avait suivi son enseignement, a réalisé plusieurs enregistrements avec la Süddeutsche Philharmonie en usurpant l'identité de plusieurs chefs, dont celle de Swarowsky.
Les essais et conférences de Swarowsky sont publiés en 1979 par son ancien élève Manfred Huss dans Wahrung der Gestalt (« Garder la forme »), qui reste un ouvrage de référence concernant l'interprétation de la musique et la pratique de la direction d'orchestre.

## Discographie
- Chopin : Concerto n°2 pour piano et orchestre en fa mineur, Op. 21 ; Andante spianato et grande polonaise brillante pour piano et orchestre, Op. 22 ; Krakowiak, grand rondo de concert en fa majeur, Op. 14 - Orchestre de l'Opéra de Vienne, dir. Hans Swarowsky et Jean-Marie Auberson, piano Manahem Pressler ; Orchestre de la Résidence de La Haye, dir. Willem van Otterloo, piano Nikita Magaloff (CLA-CD 119 ; Les Genies du Classique)

## Sources
1. ↑  Editor's Section - Anton Bruckner